# Kolosy György
Kolosy György, vagy Kolossy György (Mezőkövesd [ma: Székelykövesd], 1824. – Pest, 1850. január 23.) szabadságharcos, 1848-as honvéd százados. Lamberg Ferenc Fülöp meggyilkolásában játszott szerepéért kivégezték.

## Élete
A Maros-Torda vármegyei Mezőkövesden született 1824-ben vagy 1826-ban. Apja tanító volt. Pesten tanult jogot, az 1848-as forradalom kitörésekor joggyakornok (jurátus) és családi nevelő, a Pilvax vezető tagjainak egyike.

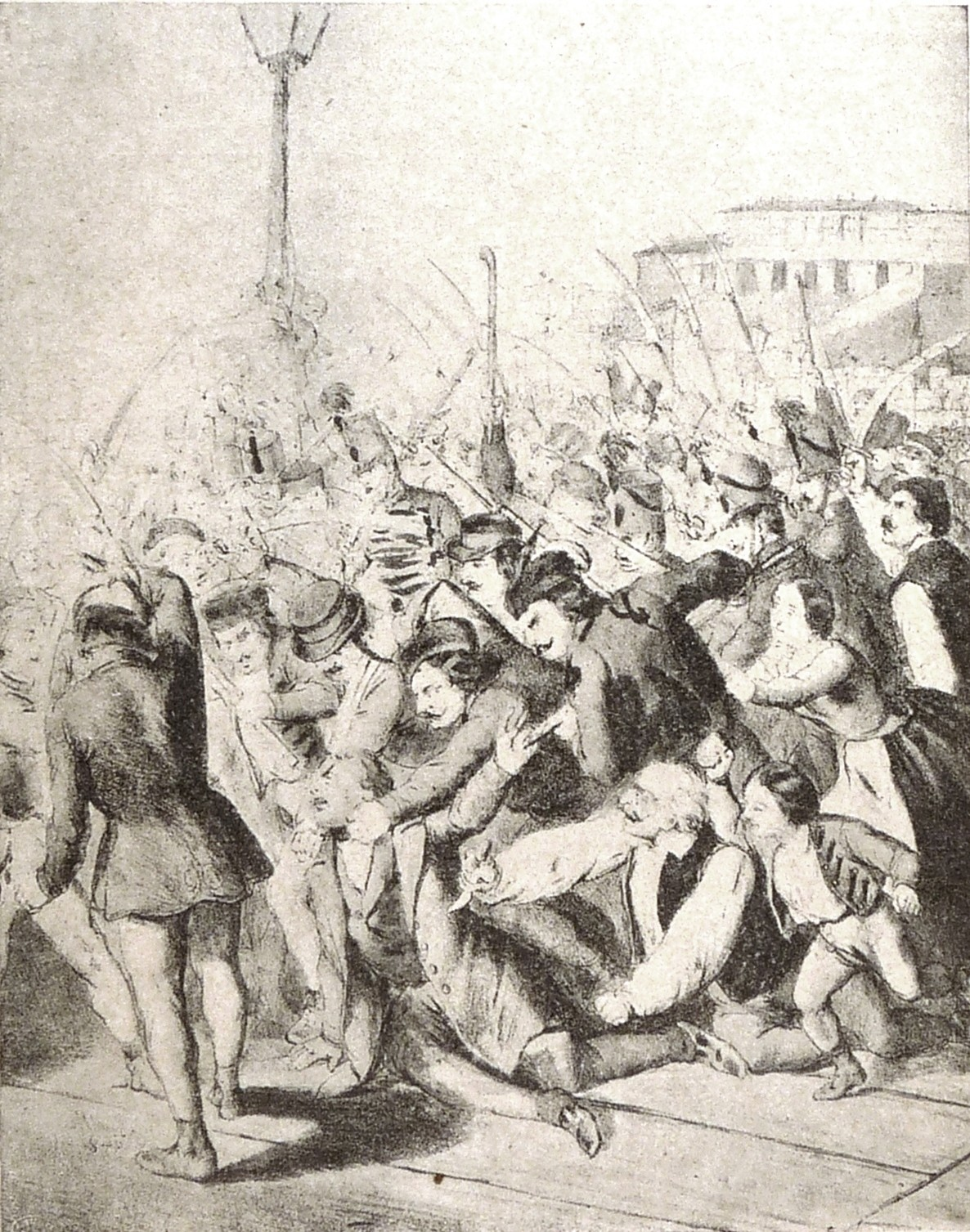
Lamberg megöletése

1848. szeptember 28-án annak a Jelačić közeledésének hírére tomboló, Lamberg gróf kinevezésén felháborodott tömegnek az egyik vezetője, amely a fővárosba érkező császári biztost felkoncolta.
A Lamberg-gyilkosságban játszott szerepe
Miután Lamberg kocsiját a hajóhíd budai hídfőjénél a megérkezése hírére összeverődött tömeg megállította, őt kirángatták, ütlegelték, s meg is szúrták, a sebesült tábornok kérte, vigyék a parlamentbe. A nemzetőrök egy csoportja – csitítva a tömeget – nagy nehezen ki is szabadította, és a pesti őrszobára indult vele. A kocsi nemzetőrök fedezete alatt, hídszolgák, parasztok, suhancok kíséretében haladt, de alig ért a híd közepére, amikor Kolosy György joggyakornok és Bayersfeld bécsi diák vezetésével újabb csoport tartóztatta fel, amely kaszákkal, puskákkal fölfegyverkezve éppen a várparancsnok házát készült ostrom alá venni, mivel elterjedt a hír, hogy Hrabovszky ágyúztatni akarja Pestet, a Szent Koronát pedig megpróbálja osztrák kézre játszani. A híd közepén újra felszakították a kocsi ajtaját, Lamberget kirángatták, és minden oldalról megvillantak a kaszák, kardok és fütykösök. Lamberg eleinte katonai nyerseséggel próbálta a zajongókat visszatartani, majd kérésre fogta a dolgot, s mikor ez sem használt, felmutatta V. Ferdinánd dekrétumát. Ebben a pillanatban – a kolozsvári Ellenőr jelentése szerint – „egy kasza, katonai és egy kardvágás aula-beli kéztől” a híd közepén földre terítette. A katona Bakó káplár volt a 34. sorgyalogezredből, a karddal fejére sújtó jurátus pedig Kolosy György. Ezt követően többen, több tucat késszúrással végeztek a tábornaggyal, a holttestet levetkőztették, és meztelenül hurcolták az utcákon. Kolosy egyenest a képviselőházba sietett, ahol véres kardját mutogatva közölte: megölték Lamberget.
Az eljárásukat rosszalló képviselőház kiutasította a népítélet végrehajtóit, és szigorú vizsgálatra utasította a fővárost. A felelősségre vonás elől Kolosy női ruhában Erdélybe szökött, s Egressyhez és Petőfihez hasonlóan ő is a forradalmár Bem seregébe állt be, minden bizonnyal azon okból, melyet Petőfi így fogalmazott meg 1849 januárjában Kossuthnak írt levelében: „…manapság gyalázat nélkül csak Bem oldala mellett lehet az ember.” 1848. október 19-én a Pozsonyban felállított 15. honvédzászlóaljnál szolgál hadnagyi rendfokozatban. 1849. január 1-jétől ugyanennek a zászlóaljnak a komáromi várőrségben szolgáló felénél főhadnagy. Április 10-én a várőrségen belül áthelyezik a 71. zászlóaljhoz. Májusban újoncozó tiszt; július 1-jétől százados a 39. gyalogezred újonnan szervezett 4. zászlóaljánál a Közép-Tiszai hadseregben.
A világosi fegyverletétel után szülőföldjén, Maros-Torda vármegyében rejtőzködött, majd Frunza álnéven betyárruhában bujdosott. Miután Pesten élő szerelmének, Bosch Annának írt levelét elfogták, s a nőt öccsével együtt letartóztatták, 1849. november 7-én vonattal Pestre utazott és önként jelentkezett a megszálló osztrák hatóságoknál. Kihallgatása során előbb azt állította, hogy bár végezni akart Lamberggel, ám látva annak rémületét, megsajnálta őt és megpróbált a védelmére kelni. Amikor azonban szembesítették Bosch Anna korábbi vallomásával, miszerint Kolosy elárulta neki, hogy ő is mért egy kardcsapást Lamberg fejére, Kolosy végül beismerő vallomást tett.
1849. október 26-án – a nemzetközi felháborodás hatására – a bécsi udvar kénytelen volt leállítani a szabadságharcban részt vett katonák kivégzéseit, ezért 1850 januárjában köztörvényes bűnözőnek minősítve kezdtek halálra ítélni egykori honvédeket. Közéjük tartozott Kolosy György honvédszázados is. Miután Lamberg meggyilkolása az ő nevéhez fűződött 1850. január 18-án kötél általi halálra ítélték, és január 23-án a pesti Újépület melletti téren kivégezték. Teste jeltelenül feküdt a Józsefvárosi temető egyik elhagyatott szegletében, ahonnan a kiegyezés évében Damjanich Jánosné, az aradi vértanú özvegye mentette meg, nyolc másik társával együtt a végső feledéstől. 1867-ben őt is exhumáltatta és egy közös sírba helyeztette át a Kerepesi temetőbe, ahol 1870-ben síremléket állítottak.
Haynau táborszernagy, katonai kormányzó Kolosy személyében torolta meg Lamberg altábornagy halálát, miután a perbe fogott további nyolc fő ellen, akik között Dienes Lajos is ott szerepelt, nem tudtak bizonyítékot szerezni.

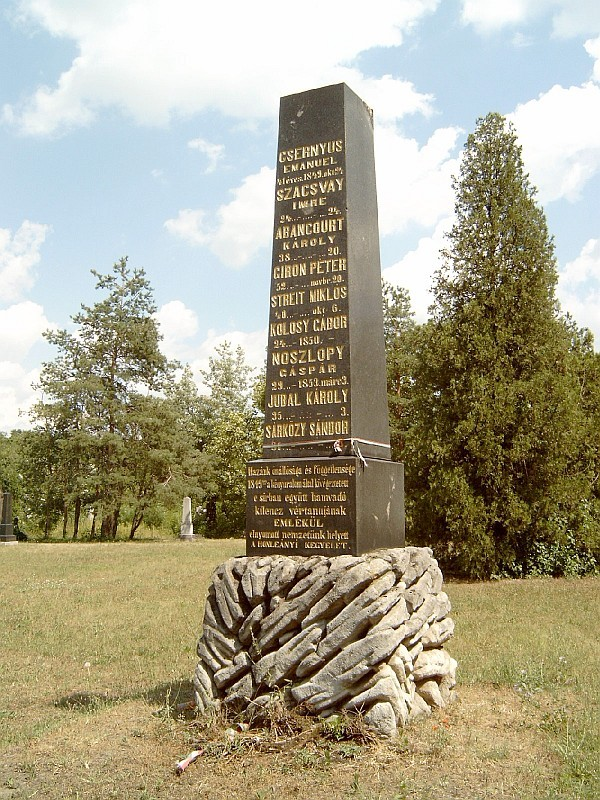
Kolosy neve a kerepesi temetőben emelt síremléken

## Emlékezete
- Neve felkerült az 1848–49-es forradalom és szabadságharc és a Makk-féle összeesküvés kilenc vértanújának[9] közös síremlékére, melyet a Kerepesi temető 31-es parcellájának középén állítottak fel 1870. november 1-én. (Kolosy keresztneveként tévesen Gábor szerepel.)
- 1900-ban az akkor teljes egészében Óbudához tartozó Budaújlak központjában fekvő Lujza tér kapta a Kolosy tér nevet.[11]